# Papy
Papy (russisk: Папы) er en russisk spillefilm fra 2022 af Armen Ananikjan, Anna Matison, Karen Oganesjan og Sergej Judakov.

## Medvirkende
- Dmitrij Nagijev som Volkov
- Sergej Bezrukov som Aleksandr
- Jurij Stojanov som Vasilij Vinogradov
- Mark Bogatyrjov som Zakharov
- Igor Jijikine som Konstantin
- Vladislav Semiletkov som Artjom
- Julija Rutberg som Inessa Andrejevna
- Karina Andolenko som Natasja